# Pantla
Pantla es una localidad del estado mexicano de Guerrero. Es parte del municipio de Zihuatanejo de Azueta.

## Demografía
| Gráfica de evolución demográfica |
|                                  |

| Censo | Población |
| ----- | --------- |
| 1960  | 476       |
| 1970  | 1 636     |
| 1980  | 1 908     |
| 1990  | 2 638     |
| 2000  | 3 504     |
| 2010  | 3 917     |
| 2020  | 4 213     |